# Công Chúa Lĩnh
Công Chúa Lĩnh (chữ Hán giản thể: 公主岭市) là một thành phố cấp phó địa thuộc địa cấp thị Trường Xuân, tỉnh Cát Lâm, Cộng hòa Nhân dân Trung Hoa. Thành phố này được thành lập ngày 20 tháng 1 năm 1986. Thành phố Công Chúa Lĩnh có diện tích 4058 ki-lô-mét vuông, dân số 1,06 triệu người. Mã số bưu chính là 136100. Trước đây thành phố cấp huyện này thuộc địa cấp thị Tứ Bình, từ tháng 6 năm 2020 thuộc quản lý của Trường Xuân.
Về mặt hành chính, thành phố này được chia thành 5 nhai đạo, 19 trấn, 12 hương và 1 hương dân tộc.
- Nhai đạo: Đông Tam, Thiết Bắc, Lĩnh Đông, Hà Nam, Hà Bắc.
- Trấn: Phạm Gia Đồn, Hưởng Thủy, Lưu Phòng Tử, Hắc Lâm Tử, Đại Lĩnh, Hoài Đức, Song Thành Bảo, Tần Gia Đồn, trấn dân tộc Mãn Nhị Thập Gia Tử, Tang Thụ Đài, Nam Uy Tử, Dương Đại Thành Tử, Bát Tầng, Đào Gia Đồn, Pha Lê Thành Tử, Triều Dwong Pha, Đại Du Thụ, Mao Thành Tử, Thập Tầng.
- Hương: Song Du Thụ, Dục Lâm, Bảo Tuyền, Song Long, Liên Hoa, Hoàn Lĩnh, Vi Tử Câu, Liễu Dương, Vĩnh Phát, Tứ Đạo Cương, Hòa Khí, Phượng Hưởng.
- Hương dân tộc Mãn Phóng Mã Câu.

## Giao thông
Giao thông ở thành phố Công Chúa Lĩnh với nhà ga.

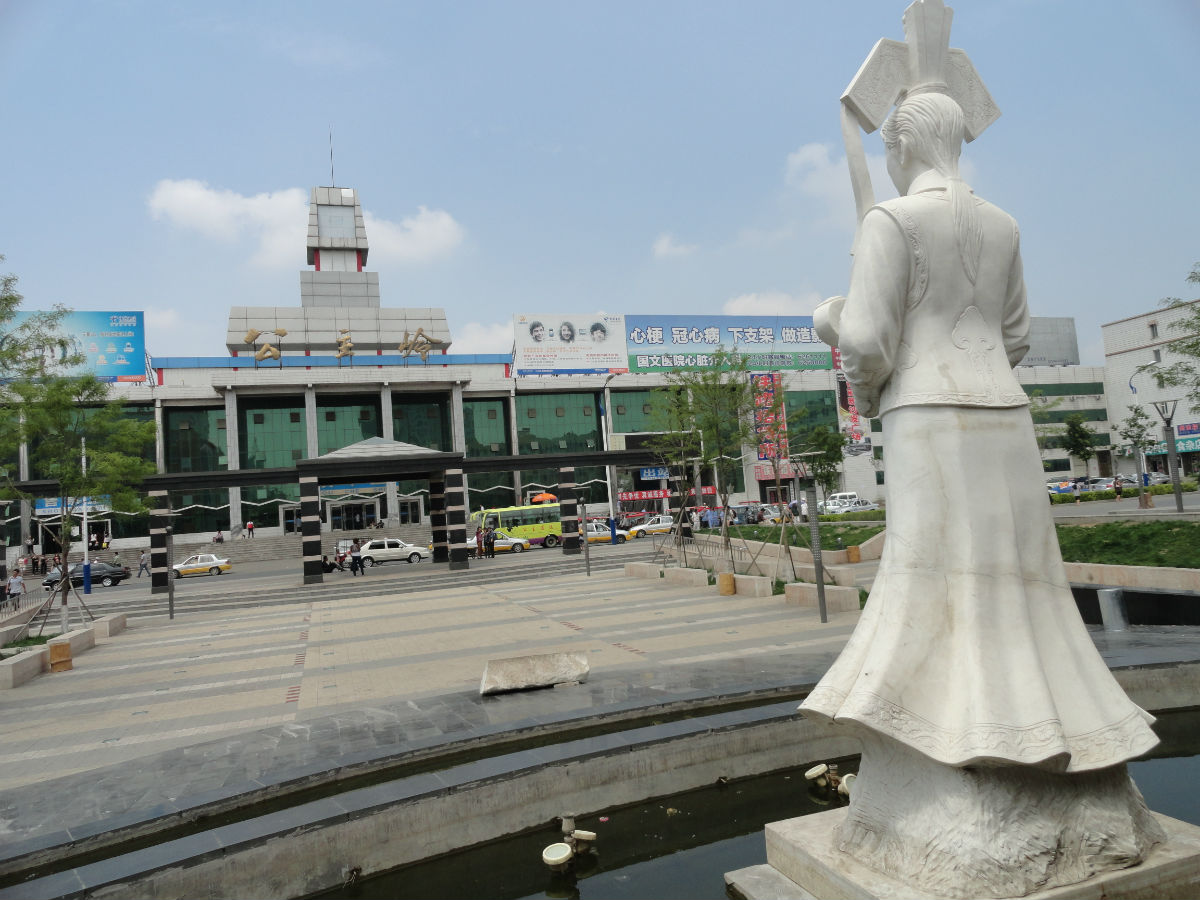
Nhà ga Công Chúa Lĩnh